# Ikumi Yamazaki
Ikumi Yamazaki (japanisch 山崎 郁美 Yamazaki Ikumi; * 24. August 2001 in Yachiyo, Chiba) ist eine japanische Tennisspielerin.

## Karriere
Yamazaki spielt vor allem auf Turnieren der ITF Women’s World Tennis Tour, bei denen sie bislang drei Einzel- und neun Doppeltitel gewonnen hat.

## Turniersiege

### Einzel
| Nr. | Datum           | Turnier    | Kategorie | Belag     | Finalgegnerin    | Ergebnis      |
| --- | --------------- | ---------- | --------- | --------- | ---------------- | ------------- |
| 1.  | 9. Oktober 2022 | Makinohara | ITF W25   | Rasen     | Hayu Kinoshita   | 7:5, 6:4      |
| 2.  | 7. Juli 2025    | Hongkong   | ITF W15   | Hartplatz | Tian Fangran     | 6:4, 2:6, 6:1 |
| 3.  | 10. August 2025 | Koksijde   | ITF W50   | Sand      | Anouk Koevermans | 6:1, 6:4      |

### Doppel
| Nr. | Datum              | Turnier                  | Kategorie | Belag             | Partnerin       | Finalgegnerinnen                       | Ergebnis           |
| --- | ------------------ | ------------------------ | --------- | ----------------- | --------------- | -------------------------------------- | ------------------ |
| 1.  | 1. Oktober 2022    | Nanao                    | ITF W25   | Teppich           | Funa Kozaki     | Aoi Itō Rinon Okuwaki                  | 3:6, 7:65, [10:5]  |
| 2.  | 22. April 2023     | Santa Margherita di Pula | ITF W25   | Sand              | Misaki Matsuda  | Bianca Fernandez Chiara Scholl         | 4:6, 6:2, [11:9]   |
| 3.  | 4. Mai 2024        | Hammamet                 | ITF W35   | Sand              | Kaitlin Quevedo | María Herazo González Yasmine Mansouri | 6:3, 7:65          |
| 4.  | 22. Juni 2024      | Taipeh                   | ITF W35   | Hartplatz         | Eri Shimizu     | Fūna Kōzaki Misaki Matsuda             | 4:6, 6:1, [10:5]   |
| 5.  | 21. September 2024 | Kyōto                    | ITF W35   | Hartplatz (Halle) | Anri Nagata     | Hayu Kinoshita Yukina Saigō            | 6:4, 7:5           |
| 6.  | 1. März 2025       | Ahmedabad                | ITF W50   | Hartplatz         | Akiko Ōmae      | Vaishnavi Adkar Ankita Raina           | 6:2, 2:6, [10:7]   |
| 7.  | 5. April 2025      | Santa Margherita di Pula | ITF W35   | Sand              | Hikaru Satō     | Jessica Pieri Tatiana Pieri            | 7:5, 2:6, [10:4]   |
| 8.  | 12. April 2025     | Santa Margherita di Pula | ITF W35   | Sand              | Hikaru Satō     | Katharina Hobgarski Antonia Schmidt    | 7:64, 1:6, [12:10] |
| 9.  | 17. Mai 2025       | Changwon                 | ITF W35   | Hartplatz         | Hiromi Abe      | Lee Ya-hsin Wong Hong-yi               | 6:4, 6:2           |